# 舌禍
| ウィキペディアには「舌禍」という見出しの百科事典記事はありません（タイトルに「舌禍」を含むページの一覧/「舌禍」で始まるページの一覧）。 代わりにウィクショナリーのページ「舌禍」が役に立つかもしれません。 |